# Spoltore
Spoltore is een gemeente in de Italiaanse provincie Pescara (regio Abruzzen) en telt 18.963 inwoners (31-09-2022). De oppervlakte bedraagt 36,7 km², de bevolkingsdichtheid is 429 inwoners per km².
De volgende frazioni maken deel uit van de gemeente: Caprara d'Abruzzo, Santa Teresa, Villa Raspa, Villa Santa Maria.

## Demografie
Spoltore telt ongeveer 5838 huishoudens. Het aantal inwoners steeg in de periode 1991-2001 met 19,2% volgens cijfers uit de tienjaarlijkse volkstellingen van ISTAT.
| Jaar | Inwoneraantal |
| ---- | ------------- |
| 1991 | 12.930        |
| 2001 | 15.417        |

## Geografie
De gemeente ligt op ongeveer 185 m boven zeeniveau.
Spoltore grenst aan de volgende gemeenten: Cappelle sul Tavo, Cepagatti, Montesilvano, Moscufo, Pescara, Pianella, San Giovanni Teatino (CH).

## Geboren
- Donato Giuliani (1946-2025), wielrenner
- Danilo Di Luca (1976), wielrenner